# Stufels

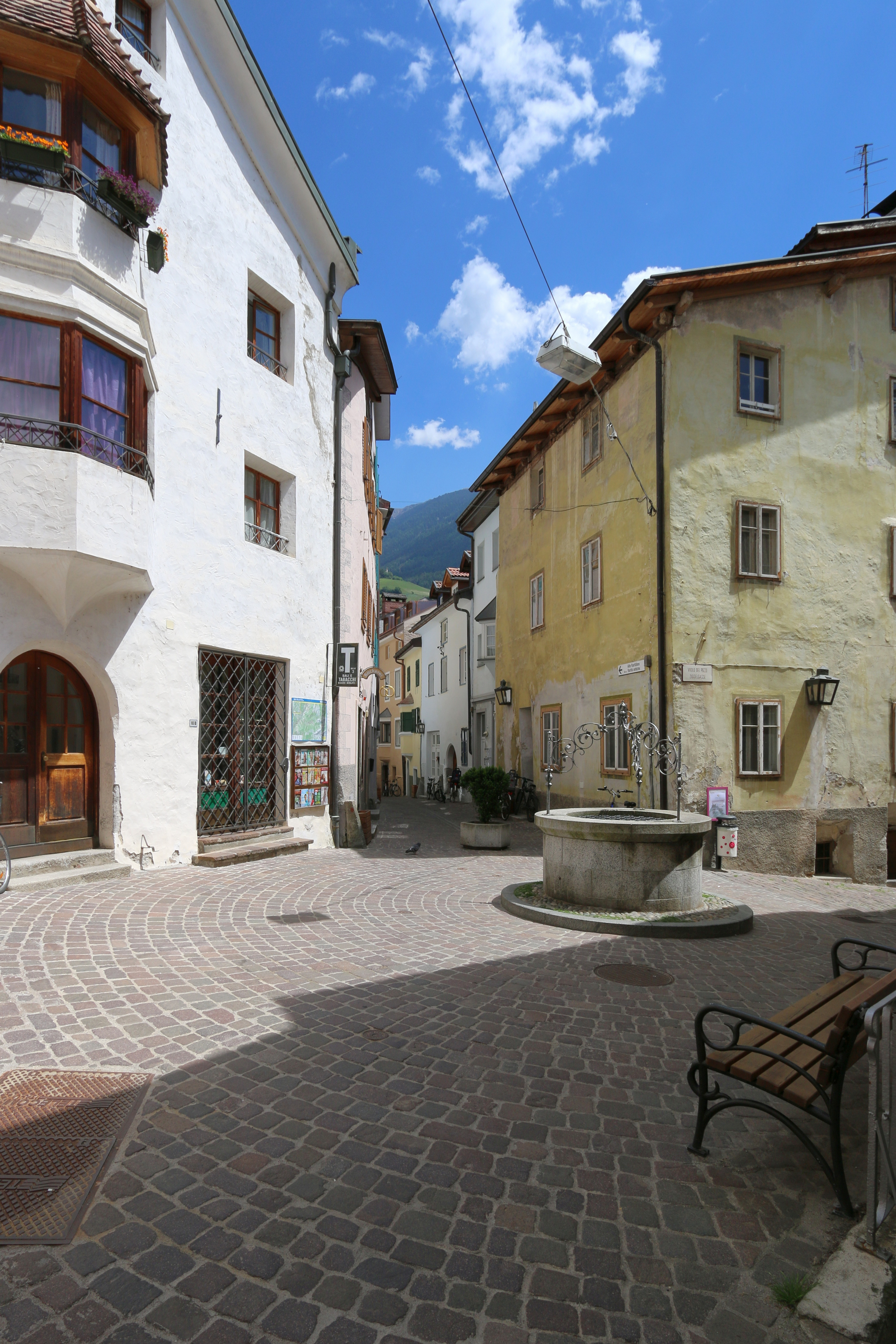
Ziggelplatz

Stufels ist der älteste Stadtteil der Gemeinde Brixen im Südtiroler Eisacktal in Italien.

## Geographie
Stufels liegt im Brixner Talkessel. Der Stadtteil nimmt den Mündungszwickel von Eisack und Rienz ein, direkt gegenüber der Altstadt auf der anderen Seite des Eisack.

## Geschichte

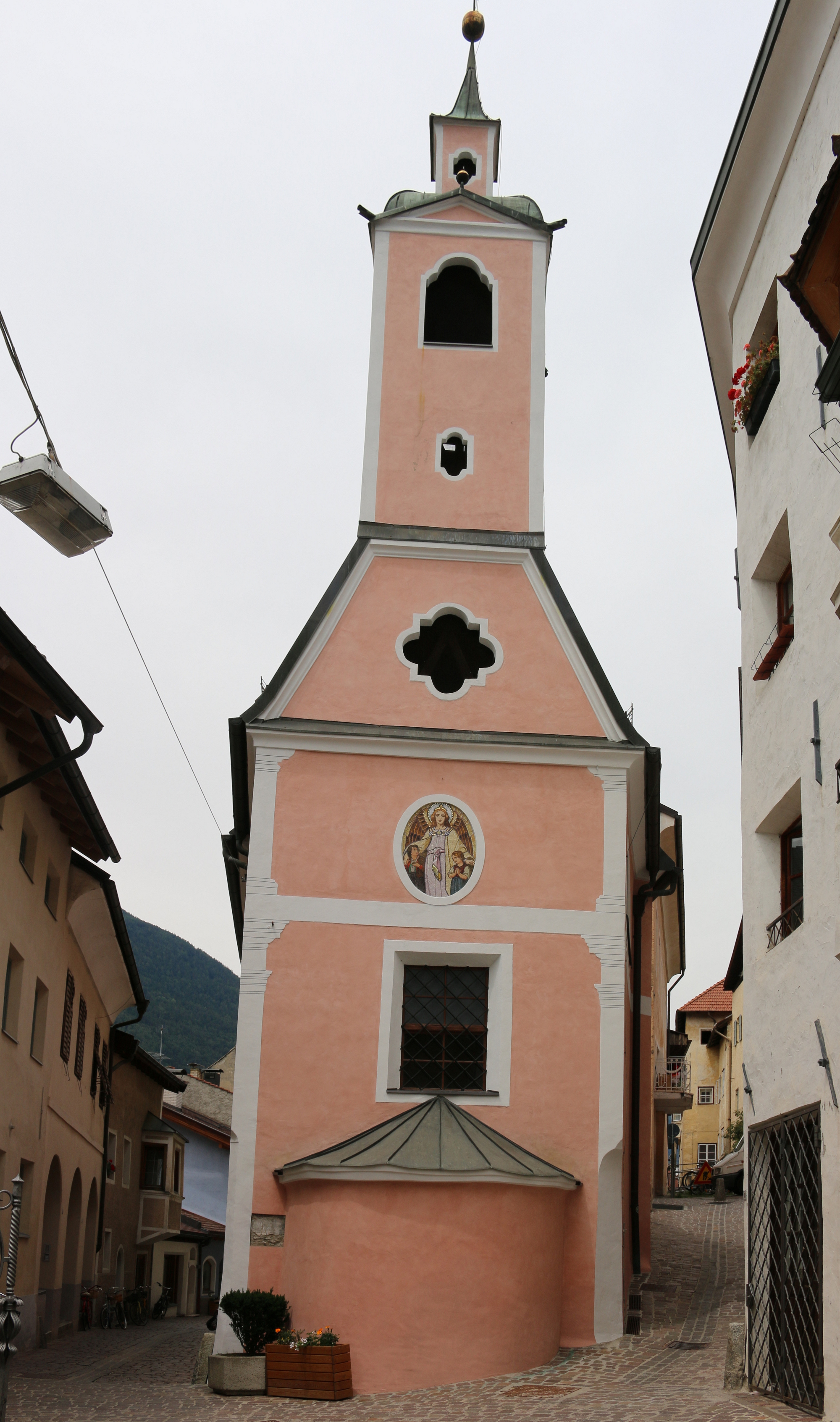
Schutzengelkirche

Stufels war schon vor der erstmaligen Erwähnung Brixens 901 seit der Hallstattzeit besiedelt. Urkundlich wurde der Ort aber im 12. Jahrhundert benannt. Der damals und auch heute noch wichtige Verkehrsweg über die Alpen führte zu frühen Ansiedlungen in Stufels. Aus dieser Zeit wurden dort Werkzeuge und Gefäße gefunden. In der Antike gewann der Ort dank seiner Lage an der Brennerachse seine Bedeutung als  strategischer Stützpunkt. Die Siedlungstätigkeit
festigte sich durch den Bau der Via Claudia Augusta durch die Römer. Dadurch lag Stufels an einer der wichtigsten Heerstraßen des römischen Reiches. Ausgrabungen zeigen, dass die Römer jahrhundertelang Gehöfte und wahrscheinlich eine Straßenstation um Stufels führten. Der Name der römerzeitlichen Siedlung ist bisher aber unbekannt. Zahlreiche Münz- und Knochenfunde bestätigen eine Bedeutung als spätantik-frühmittelalterlichen Siedlung.

### Ortsname
Der heutige Name ist im Hochmittelalter als Stuveles ersturkundlich genannt. Laut Schneller war das Ausgangswort ad stubulas (‚bei den Dampfbädern/beheizten Räumen‘) und könnte auf Anlagen aus der Römerzeit zurückgehen.

## Architektur

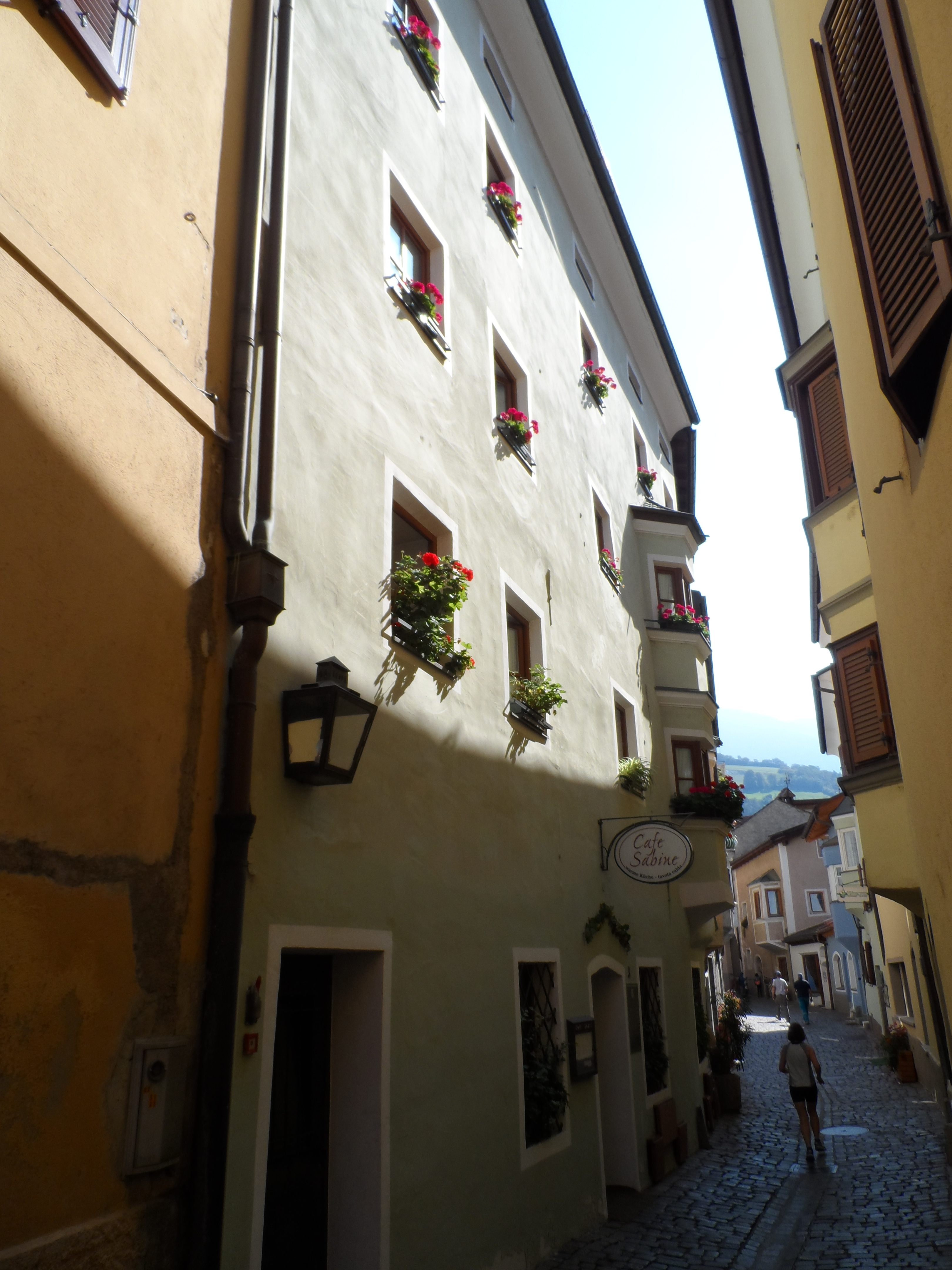
Untere Schutzengelgasse

Die Architektur Stufels reicht weit ins Mittelalter zurück. Das Alter und die architektonischen Eigenheiten sind Ursache, dass Stufels fast gänzlich unter Denkmalschutz steht (s. Liste der Baudenkmäler in Brixen).